# راي تانر
راي تانر (بالإنجليزية: Ray Tanner)‏ هو لاعب كرة قاعدة أمريكي، ولد في 25 مارس 1958 في سميثفيلد في الولايات المتحدة.